# كولن ستوكس
كولن ستوكس (بالإنجليزية: Colin Stokes)‏ هو عازف تشيلو أمريكي، ولد في 7 أكتوبر 1987.